# Ptychadena chrysogaster
Ptychadena chrysogaster és una espècie de granota que viu a Burundi, República Democràtica del Congo, Ruanda, Tanzània i Uganda.